# Svachulay Sándor
Svachulay Sándor  (Kassa, 1875. június 3. – Budapest, 1954. augusztus 25.) magyar repülőgép-tervezés és -építés egyik úttörője, Paul Tissandier diplomás.

## Életpályája

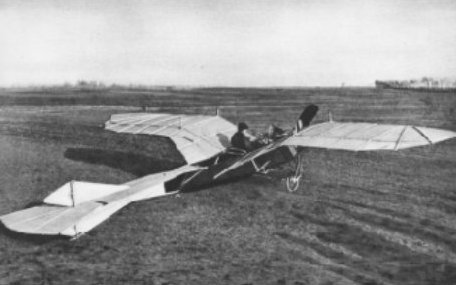
Svachulay Sándor Albatros gépe a felszállás pillanataiban

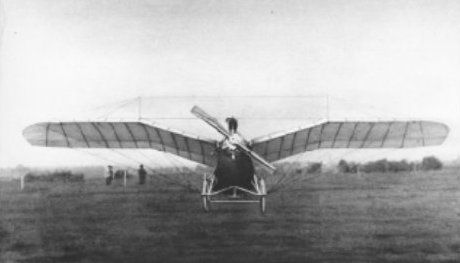
Svachulay Sándor Albatros gépe elölnézetben

Budapesten tanult technológiát, gépészetet, fa- és fémipari megmunkálást, és művezetői tanfolyamokat végzett.
Figyelme már igen korán a repülés felé fordult. Tanulmányozta a természetben előforduló repülőmozgásokat, és e tanulmányai alapján az 1800-as évek végén a hivatásos kutatókat is megelőző felismerésekre jutott. Merész újításokra épülő, korabeli társaikhoz képest igen kis méretű repülőit bionikai elvek alapján, különleges formákban és technológiával építette fel. A gép vázának vászonburkolatát utólag híg gumioldattal kezelte, amitől a vászon száradás után feszessé és rugalmassá vált, így nem lazult meg hosszabb használat során sem. Csekély önsúlyú gépeinek nagy fesztávú szárnyait a madarak szárnyának megtört vonalát követve formálta meg.
1898-ban önálló lakatosműhelyt nyitott és elkészített egy emberre szíjazható siklószerkezetet. Ennek kudarca után számos repülőgép és helikopter-modellt épített, amelyek motoros meghajtással repülőképesnek bizonyultak. 1907-ben a Royal Szállodában állította ki az újdonságot jelentő, hegesztett acélcsövekből épített repülőszerkezetét. 
Technikai megoldását, kutatásait egy gazdag német léghajós, Ganz Fabris támogatta. Több évi kísérletezés után létrejött a Kolibri I elnevezésű kétéltű repülőgép, ami később az egész világon elterjedt és a hadsereg is megvásárolta. Gépére felhúzható kerekeket is szerelt, ez az első magyar kétéltű kísérlet. Egy nagyobb, csónaktörzsű, motoros meghajtású modell-sorozat tervezése és kivitelezése következett (Albatros I), 1911-re pedig elkészült az Albatros II, amellyel Dobos István pilóta komoly nemzetközi sikereket ért el, majd 1912-re az Albatros III, amellyel az egész országban tartott bemutató repüléseket.
Svachulay 1913-ban a Kolibri IV-et is elkészítette, amely első orrfutóval rendelkező gép volt. A Kolibri IV 35 lóerős motorjával már 125 km/óra sebességet ért el, ami az ez időben készült 100 lóerős osztrák gépek sebességének a kétszerese volt.
Az első világháború alatt az albertfalvai repülőgépgyár munkáját irányította. 1922-től a Műegyetemi Sportrepülő Egyesület első gépeinek lakatosmunkáit irányította. 1934-ben két könnyű vitorlázó repülőgépet épített, melyekkel kísérleti repüléseket végeztek. 1938-tól a Magyar Aero Szövetség központi modellező műhelyének vezetője és oktatója. Közben évtizedekig foglalkozott a verőszárnyas repülőgépekkel, az emberi izomerővel működő repülőszerkezetekkel. Nevéhez fűződik az állítható fémlégcsavar és a repülőgépek leszállási sebességét csökkentő berendezés.
Kutatásairól és munkásságáról két könyvet is írt.
1952-ben munkássága elismeréseként elsőként ő kapta meg a Nemzetközi Repülő szövetség által ez évben alapított Paul Tissandier Diplomát.
1954. augusztus 25.-én, 79 évesen Budapesten érte a halál.

## Emlékezete
Utca őrzi a nevét Budapest XVII. kerületében, a Rákoshegyhez tartozó Helikopter-telepen 2003 óta. 

## Művei
- A természet aviatikusai (1940)
- Repülő életem (1942)

## Külső hivatkozások
- Hármashatárhegyi Alapítvány
- Svachulai Sándor. rakosmente.hu. [2012. január 29-i dátummal az eredetiből archiválva]. (Hozzáférés: 2012. január 23.)
- Svachulay "gépszárnyasainak" bemutatója a Műegyetemen, Filmhíradók online